# Seznam ameriških strelcev
Seznam ameriških strelcev.

## A
Gary Anderson (strelec) - Michael E. Anti - 

## C
Elizabeth Callahan - 

## D
Lance D. Dement - Glenn A. Dubis - Shawn C. Dulohery - 

## E
Matthew Emmons - Bret E. Erickson - 

## G
James Todd Graves - 

## J
Hattie J. Johnson - Kenneth A. Johnson - 

## K
William H. Keever

## P
John Paine - Sumner Paine - Jason A. Parker - 

## R
Kim Rhode - 

## S
Michael E. Schmidt mlajši - Daryl L. Szarenski - 

## W
Charles Waldstein - Walter Winans - 